# Franz Löschke
Franz Löschke (* 8. Februar 1989 in Finsterwalde) ist ein ehemaliger deutscher Duathlet und Triathlet. Er ist Deutscher Meister auf der Triathlon-Langdistanz (2018) und holte den ersten Platz bei der Triathlon-Weltmeisterschaft im Mixed-Team 2013. Löschke wird in der Bestenliste deutscher Triathleten auf der Ironman-Distanz geführt.

## Werdegang
Franz Löschke wuchs gemeinsam mit seinem zwei Jahre jüngeren Bruder und seinen Eltern in Finsterwalde auf. 2005, mit Beginn der elften Klasse, wechselte er aufgrund seiner sportlichen Leistungen an die Sportschule Potsdam „Friedrich Ludwig Jahn“. Dort absolvierte er 2009 sein Abitur und begann anschließend ein Freiwilliges Soziales Jahr im Sport. Seit 2010 studiert er Sportwissenschaften im Bereich Rehabilitation und Prävention an der Universität Potsdam.
Löschke erlernte mit vier Jahren das Schwimmen von seinem Großvater. 1997 wurde er beim Schulschwimmen entdeckt und war fortan als Schwimmer beim SV Neptun 08 Finsterwalde aktiv.
1999 folgte Löschke einer Einladung des Lehrers und Mitglieds des Jugend-, Bildungs-, Kultur- und Sportausschuss des Kreistages Elbe-Elster Christian Homagk. Er startete bei seinem ersten Triathlon und gewann diesen auch. Dies war der Startschuss seiner Karriere und gemeinsam mit seiner damaligen Trainerin Marlies Homagk begann er ein intensives Lauf- und Radtraining. Nach einigen erfolgreichen Teilnahmen an Landesmeisterschaften belegte Löschke 2003 in Grimma bei seinen ersten Deutschen Meisterschaften Platz 39. Neben seinen triathletischen Erfolgen war Franz Löschke zusätzlich als Duathlet aktiv und nahm erfolgreich an Deutschen Meisterschaften teil. Mit seinem Schulwechsel 2005 begann das Training mit seinem neuen Heimtrainer Ron Schmidt im Zeppelin-Team OSC Potsdam.

### Deutscher Junioren-Meister Triathlon 2006
Mit seinem neuen Trainer feierte Löschke 2006 dann gleich mehrere Siege: Er belegte nicht nur den ersten Rang bei den Deutschen Meisterschaften im Triathlon Einzel in Kiel, sondern auch bei den Deutschen Meisterschaften im Duathlon sowie beim DTU-Nachwuchscup in der Gesamtwertung. Im folgenden Jahr belegte er auch bei den Deutschen Meisterschaften der Junioren in München den ersten Platz und wiederholt siegte er beim DTU-Nachwuchscup in der Gesamtwertung. Von 2006 bis 2008 gehörte Löschke zum C-Kader der Deutschen Triathlon Union, wurde 2006 Mitglied der Juniorennationalmannschaft Triathlon und 2008 Mitglied der Duathlon-Nationalmannschaft.
Mit dem Einstieg 2006 in die Nationalmannschaft der Junioren trainierte Franz Löschke zusätzlich, bis 2012, unter der Leitung von Bundestrainer Roland Knoll. Bei seinem ersten Eliterennen siegte er 2007 gemeinsam mit seinen Teamkollegen, dem Ravensburger Daniel Unger und dem Darmstädter Sebastian Dehmer bei den Triathlon-Europameisterschaften in der Mannschaftswertung in Kopenhagen.
Im Mai 2008 folgte ein weiterer großer Sieg für Franz Löschke. Diesmal ging er im deutschen Junioren-Trio mit Stefan Zachäus und Philipp Bahlke an den Start und im Staffel-Supersprint (300 m Schwimmen, 8 km Radfahren und 2 km Laufen) wurde das Trio Europameister der Junioren in Lissabon.
2009 fuhr Franz Löschke seinen bisher größten Erfolg ein: Bei den U23-Weltmeisterschaften an der australischen Gold Coast ging Franz Löschke mit zwei Teamkollegen an den Start. Mit einer Zeit von 1:46:19 Stunden erreichte Löschke das Ziel mit fünf Sekunden Vorsprung vor dem Australier James Seear. Über die olympische Distanz von 1,5 km Schwimmen, 40 km Radfahren und 10 km Laufen holte er Gold. Im Folgejahr wurde er Dritter bei den U23-Weltmeisterschaften in Budapest.

2009 feierte Franz Löschke auch im Duathlon nationale Erfolge in Backnang. Bei den Deutschen Meisterschaften der U23 siegte er und bei den Elite-DM belegte er den zweiten Platz. 2009 gelang ihm der Aufstieg in den B-Kader der Deutschen Triathlon Union und er wird seitdem von der Deutschen Sporthilfe gefördert. Der 8-fache Deutsche Meister engagiert sich neben seiner eigenen sportlichen Karriere im Verein und besitzt seit 2009 die Trainerlizenz C im sportartspezifischen Breitensport. 2010 erlangte er die Trainerlizenz B im Triathlon-Leistungssport und seit 2011 ist er als Trainer mit Trainerlizenz Atätig.

### Deutscher U23-Meister Triathlon 2011
Seit 2011 ist Franz Löschke beim Triathlon Potsdam e. V. und wird neben seinem Heimtrainer und dem Bundestrainer auch von U25-Trainer Wolfram Bott unterstützt. Im Jahr 2011 startete Franz Löschke mit Rebecca Robisch, Sarah Fladung und Gregor Buchholz bei den Team-Europameisterschaften in Pontevedra. Jeder absolvierte einen Supersprint, wie schon 2008 bei der Junioren-EM. Gemeinsam holte das deutsche Mixed-Team Gold. Gleichenorts reichte es bei der Elite-Weltmeisterschaft allerdings für Löschke im Alleinkampf nur für Platz 17.

### Deutscher Meister Triathlon 2012
2012 konnte Franz Löschke gleich viermal den ersten Platz in nationalen und internationalen Wettkämpfen belegen. Nicht nur bei den Deutschen Meisterschaften der Elite, der U23 und der U23-Sprint, sondern auch beim ITU Triathlon Premium African Cup in Port Elizabeth lief er vor Spitzenathleten aus sieben weiteren Nationen als Erster über die Ziellinie.
Seit 2013 feierte Löschke mehrere sportliche Erfolge gemeinsam mit dem luxemburgischen Diplom-Sportwissenschaftler und Bundestrainer Dan Lorang aus München. Seit 2014 hat Franz ein Zweitstartrecht in der Triathlon-Bundesliga für das EJOT Team TV Buschhütten. Nach den bislang drei gewonnenen Teameuropameisterschaften ging Franz Löschke bei der Mixed-Team-Weltmeisterschaft im Juli 2013 in Hamburg an den Start: Zusammen mit Anne Haug, Anja Knapp und Jan Frodeno gewann der damals 24-Jährige über 300 m Schwimmen, 6,6 km Radfahren und 1,6 km Laufen WM-Gold. Als bester Deutscher belegte er in der ITU World Championship Series 2013 den 22. Rang.

Ende Oktober 2013 wurde er bei seinem Marathon-Debüt zweitschnellster Deutscher hinter dem Leichtathleten Markus Weiß-Latzko und erreichte mit einer Zeit von 2:22:12 h beim Frankfurt-Marathon den 31. Rang.

### 2017 erster Sieg Ironman 70.3
Seit 2016 geht er auch auf der Mitteldistanz bei Ironman-70.3-Rennen an den Start und im November 2017 konnte er den Ironman 70.3 Austin gewinnen. Bei seinem ersten Start in einem Ironman-Rennen wurde Franz Löschke im Juli 2018 Deutscher Meister auf der Triathlon-Langdistanz beim Ironman Hamburg.
Im Mai 2019 überholte Löschke erst etwa 400 Meter vor dem Ziel den bis dahin führenden Österreicher Thomas Steger, er gewann den Ironman 70.3 Austria und damit nach 2017 sein zweites Rennen auf der halben Ironman-Distanz. Bei der Ironman-Europameisterschaft im Juni 2019 in Frankfurt belegte er den dritten Platz und sicherte sich somit die Qualifikation für die Ironman-Weltmeisterschaft auf Hawaii 2019.
Im August 2024 gab er bekannt, dass bei den Ironman-Europameisterschaften in Frankfurt sein offiziell letzter Ironman-Start als Profi sei.
Franz Löschke lebt in Potsdam.

## Sportliche Erfolge
| Datum/Jahr    | Platz | Wettbewerb                                           | Austragungsort | Zeit     | Bemerkung |
| ------------- | ----- | ---------------------------------------------------- | -------------- | -------- | --- |
| 20. Aug. 2017 | 5     | DTU Deutsche Meisterschaft Triathlon Sprintdistanz   | Grimma         | 00:58:45 | |
| 6. Aug. 2017  | 1     | St. Moritz Triathlon                                 | St. Moritz     |          | 500 m Schwimmen, 20 km Radfahren und 6,6 km Laufen                                                                                 |
| 14. Mai 2016  | 22    | ITU World Championship Series 2016                   | Yokohama       | 01:48:04 | Olympische Distanz |
| 12. März 2016 | 18    | ITU Triathlon World Cup                              | Mooloolaba     | 00:53:27 | Sprintdistanz |
| 5. März 2016  | 1     | OTU Oceania Cup                                      | Wollongong     | 00:51:01 | 1. Sieg in der Saison – Sprintdistanz                                                                                              |
| 21. Feb. 2016 | 3     | OTU Oceania Cup                                      | Devonport      | 01:55:28 | 1. Podest der Saison – Olympische Distanz                                                                                          |
| 14. Feb. 2016 | 9     | OTU Oceania Cup                                      | Kinloch        | 01:03:40 | Sprintdistanz |
| 7. März 2015  | 29    | ITU World Championship Series 2015                   | Abu Dhabi      | 00:54:16 | im ersten Rennen der Saison auf der Sprintdistanz                                                                                  |
| 15. Feb. 2015 | 3     | ATU Sprint Triathlon African Cup                     | Kapstadt       | 01:00:00 | Sprintdistanz (750 m Schwimmen 20 km Radfahren und 5 km Laufen)                                                                    |
| 31. Mai 2014  | 56    | ITU World Championship Series 2014                   | London         | 00:52:57 | |
| 27. Apr. 2014 | 35    | ITU World Championship Series 2014                   | Kapstadt       | 01:49:05 | Wassertemperatur zwischen 11 °C und 12 °C                                                                                          |
| 15. Sep. 2013 | 11    | ITU World Championship Series 2013                   | London         | 01:49:34 | Grand Final |
| 20. Juli 2013 | 30    | ITU World Championship Series 2013                   | Hamburg        | 00:53:12 | |
| 1. Juni 2013  | 10    | ITU World Championship Series 2013                   | Madrid         | 01:53:11 | |
| 6. Apr. 2013  | 13    | ITU World Championship Series 2013                   | Auckland       | 01:57:57 | |
| 21. Juli 2013 | 1     | ITU Triathlon World Championship Mixed Relay         | Hamburg        | 01:17:55 | Weltmeister im deutschen Team mit Anja Knapp, Jan Frodeno und Anne Haug beim ITU World Triathlon Hamburg                           |
| 19. Aug. 2012 | 1     | DTU Deutsche Triathlon-Meisterschaften U23           | Witten         |          | Deutscher Meister U23 über die Sprintdistanz                                                                                       |
| 2. Juni 2012  | 1     | DTU Deutsche Triathlon-Meisterschaften               | Darmstadt      | 01:56:47 | Deutscher Triathlon-Meister, als Gesamterster sicherte sich Löschke auch den Titel in der U23-Wertung                              |
| 2. Juni 2012  | 1     | DTU Deutsche Triathlon-Meisterschaften U23           | Darmstadt      | 01:56:47 | Deutscher Triathlonmeister U23 |
| 22. Apr. 2012 | 2     | ETU Triathlon European Championships                 | Eilat          | 01:12:22 | Vize-Europameister in der 4er Staffel mit Justus Nieschlag, Sarah Fladung und Anja Knapp                                           |
| 21. Apr. 2012 | 7     | ETU Triathlon European Championships                 | Eilat          | 01:56:57 | Europameisterschaft auf der olympischen Kurzdistanz                                                                                |
| 26. Juni 2011 | 1     | ETU Triathlon Team European Championships            | Pontevedra     | 01:51:23 | Supersprint (300 m Schwimmen, 8 km Radfahren und 2 km Laufen) im Team mit Rebecca Robisch, Sarah Fladung und Gregor Buchholz       |
| 25. Juni 2011 | 17    | ETU Triathlon European Championships                 | Pontevedra     | 01:51:23 | Europameisterschaft |
| 28. Aug. 2011 | 1     | DTU Deutsche Triathlon-Meisterschaften U23           | Grimma         | 00:56:06 | Deutscher Triathlonmeister U23 |
| 11. Sep. 2010 | 3     | ITU Triathlon World Championship U23                 | Budapest       | 01:44:53 | U23-Weltmeisterschaft |
| 21. Aug. 2010 | 4     | ITU Elite Sprint Triathlon World Championship        | Lausanne       | 01:16:04 | Staffel – Sprint-Weltmeisterschaft mit Anja Knapp, Anne Haug und Gregor Buchholz.                                                  |
| 12. Sep. 2009 | 1     | ITU Triathlon World Championships U23                | Gold Coast     | 01:46:19 | Triathlon-Weltmeister U23 (1,5 km Schwimmen, 40 km Radfahren und 10 km Laufen)                                                     |
| 9. Aug. 2009  | 7     | 2009 ITU Triathlon World Cup                         | Tiszaújváros   | 01:50:15 | 1,5 km Schwimmen, 40 km Radfahren und 10 km Laufen                                                                                 |
| 4. Juni 2008  | 6     | ITU BG Triathlon World Championship Junior Men       | Vancouver      | 00:58:24 | 750 m Schwimmen, 20 km Radfahren und 5 km Laufen                                                                                   |
| 11. Mai 2008  | 1     | Europameisterschaften Staffel – Supersprint Junioren | Lissabon       | 01:15:57 | Europameister im Junioren-Trio mit Stefan Zachäus und Philipp Bahlke                                                               |
| 30. Aug. 2007 | 19    | ITU-Juniorenweltmeisterschaft                        | Hamburg        | 00:55:39 | erste Teilnahme an einer Weltmeisterschaft (0,75 km Schwimmen, 20 km Radfahren und 5 km Laufen)                                    |
| 14. Juli 2007 | 1     | DTU Deutsche Meisterschaften Triathlon Junioren      | München        | 01:02:11 | Deutscher Meister der Junioren auf der Kurzdistanz (750 m Schwimmen, 20 km Radfahren und 5 km Laufen)                              |
| 29. Juni 2007 | 30    | ETU Triathlon European Championships                 | Kopenhagen     | 00:59:09 | Löschkes zweite Junioreneuropameisterschaften, bei denen er einen Platz gut machte, im Vergleich zum vorherigen Jahr in Frankreich |
| 29. Juni 2007 | 1     | ETU Triathlon European Championships                 | Kopenhagen     | 01:10:03 | Europameister in der Mannschaftswertung auf der olympischen Distanz – zusammen mit Sebastian Dehmer und Daniel Unger.              |
| 23. Juni 2006 | 31    | ETU Triathlon European Championship Junior Men       | Autun          | 01:03:16 | Junioren-EM |
| 13. Aug. 2006 | 1     | DTU Deutsche Meisterschaften Triathlon Junioren      | Kiel           | 00:57:21 | |
| 14. Mai 2006  | 1     | Deutsche Triathlon Union Nachwuchscup                | Hamburg        |          | Erster in der Gesamtwertung der Jugend A                                                                                           |

| Datum/Jahr    | Platz | Wettbewerb           | Austragungsort | Zeit     | Bemerkung |
| ------------- | ----- | -------------------- | -------------- | -------- | --------- |
| 18. Sep. 2022 | 1     | Ironman 70.3 Dresden | Dresden        | 03:43:37 |           |
| 26. Mai 2019  | 1     | Ironman 70.3 Austria | St. Pölten     | 03:52:37 |           |
| 9. Sep. 2018  | 5     | Ironman 70.3 Rügen   | Binz           | 03:57:28 |           |
| 29. Okt. 2017 | 1     | Ironman 70.3 Austin  | Austin         | 03:53:50 | [ 30 ]    |
| 22. Okt. 2017 | 2     | Ironman 70.3 Miami   | Miami          | 04:02:26 |           |
| 10. Sep. 2017 | 2     | Ironman 70.3 Rügen   | Binz           |          |           |
| 23. Okt. 2016 | 3     | Ironman 70.3 Miami   | Miami          | 03:45:29 |           |

| Datum/Jahr    | Platz | Wettbewerb                                       | Austragungsort    | Zeit     | Bemerkung |
| ------------- | ----- | ------------------------------------------------ | ----------------- | -------- | --- |
| 18. Aug. 2024 | 57    | Ironman Germany                                  | Frankfurt am Main | 08:52:05 | Ironman European Championships; Raddistanz 177 km                                                                  |
| 21. Okt. 2023 | 9     | Ironman Portugal                                 | Cascais           | 08:15:22 | |
| 4. Juni 2023  | 7     | Ironman Hamburg                                  | Hamburg           | 07:45:12 | persönliche Ironman-Bestzeit                                                                                       |
| 7. Mai 2023   | 33    | ITU Long Distance Triathlon World Championships  | Ibiza             | 05:53:50 | Weltmeisterschaft auf der Triathlon-Langdistanz                                                                    |
| 3. Apr. 2022  | 6     | Ironman South Africa                             | Port Elizabeth    | 07:30:52 | verkürzte Schwimmdistanz (700 m)                                                                                   |
| 5. Sep. 2021  | 5     | Challenge Roth                                   | Roth              | 07:40:52 | verkürzte Raddistanz                                                                                               |
| 30. Juni 2019 | 3     | Ironman Germany                                  | Frankfurt am Main | 08:17:24 | Ironman European Championships                                                                                     |
| 7. Okt. 2018  | 2     | Ironman Barcelona                                | Calella           | 08:06:07 | 11 Sekunden hinter dem Schweden Jesper Svensson                                                                    |
| 29. Juli 2018 | 1     | DTU Deutsche Meisterschaft Triathlon Langdistanz | Hamburg           | 07:26:56 | erster Start auf der Langdistanz als Fünfter beim Ironman Hamburg; Austragung ohne die Schwimmdistanz als Duathlon |

| Datum/Jahr    | Platz | Wettbewerb                                     | Austragungsort | Zeit | Bemerkung                                              |
| ------------- | ----- | ---------------------------------------------- | -------------- | ---- | ------------------------------------------------------ |
| 2009          | 2     | DTU Deutsche Duathlon-Meisterschaften          | Backnang       |      | Deutscher Vize-Meister Duathlon – hinter Matthias Zöll |
| 2009          | 1     | DTU Deutsche Duathlon-Meisterschaften U23      | Backnang       |      | Deutscher Duathlon-Meister U23                         |
| 27. Sep. 2008 | 4     | ITU World Championships Duathlon Junior Men    | Rimini         |      | erster Duathlon-WM-Start                               |
| 2006          | 1     | DTU Deutsche Duathlon-Meisterschaften Junioren | Bad Lauterberg |      |                                                        |

| Datum/Jahr    | Platz | Wettbewerb         | Austragungsort    | Zeit     | Bemerkung                  |
| ------------- | ----- | ------------------ | ----------------- | -------- | -------------------------- |
| 27. Okt. 2013 | 31    | Frankfurt-Marathon | Frankfurt am Main | 02:22:12 | zweitschnellster Deutscher |

(DNF – Did Not Finish)